# Autheuil-Authouillet
Autheuil-Authouillet ist eine französische Gemeinde mit 944 Einwohnern (Stand: 1. Januar 2022) im Département Eure in der Region Normandie; sie gehört zum Arrondissement Les Andelys und zum Kanton Gaillon. Die Einwohner werden Altoliens genannt.

## Geographie
Autheuil-Authouillet liegt am östlichen Ufer der Eure. Umgeben wird Autheuil-Authouillet von den Nachbargemeinden Clef Vallée d’Eure mit Écardenville-sur-Eure im Norden und Westen, Saint-Aubin-sur-Gaillon im Nordosten, Champenard im Osten und Nordosten, Sainte-Colombe-près-Vernon im Osten, Chambray im Süden und Südosten, Fontaine-sous-Jouy im Süden sowie Saint-Vigor im Südwesten.

## Bevölkerungsentwicklung
| Jahr                       | 1962 | 1968 | 1975 | 1982 | 1990 | 1999 | 2006 | 2013 | 2018 |
| Einwohner                  | 290  | 277  | 580  | 683  | 737  | 765  | 828  | 949  | 958  |
| Quellen: Cassini und INSEE |      |      |      |      |      |      |      |      |      |

## Sehenswürdigkeiten

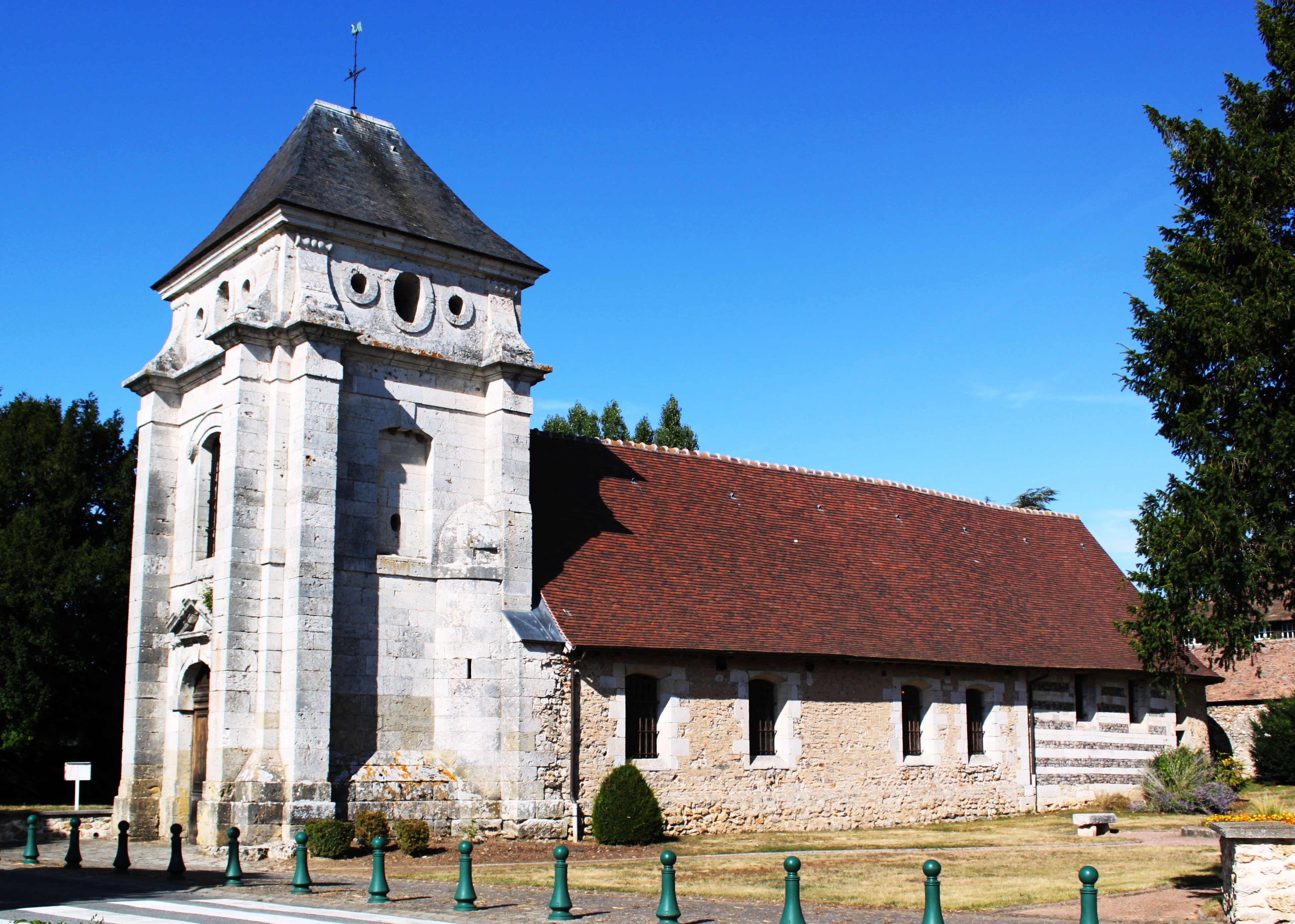
Kirche Saint-André

- Kirche Saint-André aus dem 15./16. Jahrhundert, seit 1958 Monument historique
- Kirche Saint-Pierre aus dem 18. Jahrhundert
- Schloss La Boulaie aus dem 16. Jahrhundert
- Mühle aus dem 17. Jahrhundert

## Persönlichkeiten
- Simone Signoret (1921–1985), Schauspielerin
- Yves Montand (1921–1991), Schauspieler, lebte hier mit Simone Signoret